# Scarabaeus tonckeri
Scarabaeus tonckeri là một loài bọ cánh cứng trong họ Bọ hung (Scarabaeidae).